# Hymenomima exangulata
Hymenomima exangulata är en fjärilsart som beskrevs av W. Warren 1906. Hymenomima exangulata ingår i släktet Hymenomima och familjen mätare. Inga underarter finns listade i Catalogue of Life.